# Khok Pho
Khok Pho (em tailandês: โคกโพธิ์) é um distrito da província de Pattani, no sul da Tailândia. Limita-se com os distritos de Nong Chik e Mae Lan e com as províncias de Yala e Songkhla. Sua área é de 339,4 km² e sua população, em 2012, era de 66 269 habitantes.